# Metapioplasta pyralina
Metapioplasta pyralina là một loài bướm đêm trong họ Noctuidae.